# Jazz em Dobro
Jazz em Dobro é o único CD da parceira dos violonistas e guitarristas brasileiros de jazz-fusion: Pollaco & Lupa Santiago.
Foi lançado em fevereiro/2004 pelo selo Mix House com distribuição TRAMA para todo o Brasil.
É o primeiro CD de estúdio da carreira do Pollaco, e o segundo do Lupa Santiago.

## Faixas
01.Parabéns
02.Marrom
03.Frio
04.De Volta
05.Desfaçatez
06.Free Way
07.Summer Camp Band
08.Samba Do Zé
09.Frito
10.Brisa Boa (Das Tardes de Itapira)
11.Beijo Roubado
12.Tchau Zé